# Эпельбаум, Илья Марович
Илья Ма́рович Эпельба́ум (21 июля 1961 — 18 октября 2020, Москва) — российский режиссёр и сценарист, создатель московского театра кукол «Тень», инициатор проекта «Лиликанский театр». Супруг актрисы и режиссёра Майи Краснопольской. Лауреат премии «Золотая маска» (1997).

## Биография
Родился 21 июля 1961 года. В 1984 году окончил Московское высшее художественно-промышленное училище (факультет промышленного дизайна), работал художником-оформителем. Оформлял концерты, Кремлёвские ёлки, в 1985 году работал художником-оформителем на XII фестивале молодёжи и студентов в Москве.
В 1988 году вместе с женой и соавтором Майей Краснопольской основал в Москве театр кукол «Тень», первый частный семейный театр в России. Илья Эпельбаум и его супруга работали в нём практически на всех должностях: от администраторов до актёров. Одной из важнейших задач они видели воплощение неожиданных идей. Театр «Тень» девять раз становился лауреатом «Золотой маски». В середине 1990-х годов придумал проект «Гастроли Лиликанского Большого Королевского театра в России».
Скончался 18 октября 2020 года от последствий инфицирования COVID-19.

## Личная жизнь
Жена — актриса и режиссёр Майя Краснопольская.

## Награды
Лауреат премии «Золотая маска» (1997).

## Постановки
- «Волшебная дудочка», теневой спектакль (1988, совместно с Майей Краснопольской)

В рамках проекта «Лиликанский театр»
- «Два дерева» (совместно с Майей Краснопольской). Премия «Золотая Маска» 1997 года в номинации «Лучшая работа режиссёра в театре кукол».
- «Апокалипсис» (2004, совместно с Анатолием Васильевым). Премия «Золотая Маска» 2005 года в номинации «Новация».
- «Вечер многоактных опер» (совместно с Майей Краснопольской).
- «Смерть Полифема», трагический балет в 2-х действиях с участием Николая Цискаридзе (2005, совместно с Майей Краснопольской; по собственному сценарию).